# Kurt Furgler
Kurt Furgler (San Gallo, 24 giugno 1924 – San Gallo, 23 luglio 2008) è stato un politico svizzero del PPD, consigliere federale dal 1972 al 1986 e Presidente della Confederazione nel 1977, 1981 e 1985.

## Biografia
Figlio di Robert, commerciante di tessili e di Berty Cavigelli. Dopo gli studi in diritto nelle università di Friburgo, Zurigo e Ginevra esercitò la professione di avvocato a San Gallo. Fu presidente dei cristiano-sociali sangallesi e membro del Gran Consiglio di questo cantone dal 1957 al 60. Fu eletto Consigliere federale al primo scrutinio l'8 dicembre 1971. Dal 1972 al 1982 diresse il Dipartimento federale di giustizia e polizia e dall'83 all'86 quello dell'economia. Dopo le dimissioni dal Consiglio federale fu attivo in diversi organi tra cui vicepresidente del Club di Roma e membro dell'InterAction Council. Per i suoi meriti a favore dell'integrazione europea ricevette nel 1989 il premio Robert Schuman. 
Negli anni in cui studiò presso l'Università di Friburgo fece parte della confraternita studentesca AV Fryburgia, esistente ancora oggi e conosciuta per i suoi illustri membri.